# Huis Greifen
Het Huis Greifen of de Greifendynastie (Duits: Greifen; Pools: Gryfici; Deens: Grif), was een dynastie die heerste over het hertogdom Pommeren van de 12e eeuw tot 1637. De naam "Greifen" werd voor het eerst gebruikt door de dynastie na de 15e eeuw en was ontleend aan het hertogelijke wapen. Hertog Wartislaw I (overleden in 1135) was de eerste historische heerser van het hertogdom Pommeren en de stichter van de Greifendynastie. De meest prominente Greifen was Erik van Pommeren, die in 1397 koning werd van de Unie van Kalmar en zo regeerde over Denemarken, Zweden en Noorwegen. De laatste Greifen-hertog van Pommeren was Bogislaw XIV, die stierf tijdens de Dertigjarige Oorlog, die leidde tot de verdeling van Pommeren tussen Brandenburg-Pruisen en Zweden. Hertogin Anna van Pommeren, dochter van hertog Bogislaw XIII en de laatste Greifen, stierf in 1660.

## Naam van de dynastie
De dynastie is bekend onder twee namen, Pommeren, naar hun primaire leengoed, en Greifen, naar hun wapenschild, dat sinds het einde van de 12e eeuw een griffioen bevatte: het eerste verifieerbare gebruik van de griffioen als het heraldische embleem van de dynastie vond plaats in een zegel van Casimir II, hertog van Pommeren, waarop het denkbeeldige beest op een schild te zien was, en was bevestigd aan een document uit 1194. De naam Pommeren komt van het Slavische po more, wat "[land] langs de zee" betekent.

## Oorsprong en takken
De oorsprong van de Greifen is niet duidelijk. De meeste theorieën stellen dat ze afstammen van de lokale Slavische adel of aan een zijlinie van het Poolse huis Piasten. De middeleeuwse Poolse kroniekschrijver Jan Długosz bracht hen in verband met de Poolse adellijke familie Świebodzice uit de zuidelijke provincie van Polen, Klein-Polen genaamd, die ook een griffioen als wapenschild gebruikte en die op zijn beurt mogelijk ook een zijlinie van de Piasten was. In ieder geval noemt kroniekschrijver Gallus Anonymus in zijn Gesta principum Polonorum de Greifen "naaste neven" van de toenmalige tijdgenoot Bolesław III van Polen, wat direct een nauwe dynastieke relatie met de Piasten impliceert.
In de 17e eeuw ontleenden de Greifen hun oorsprong aan legendarische wezens uit de Sorbische mythologie genaamd Gryphus of Baltus.
De eerste bekende leden van de Greifen waren de broers Wartislaw I en Ratibor I. Wartislaw zou de stamvader zijn van de lijn van hertogen die tot 1630 over het hertogdom Pommeren regeerde; Ratibor zou de voorouder zijn van de Ratiboriden-tak van de Greifen, die de landen van Schlawe en Stolp zou regeren totdat de lijn uitstierf en het gebied werd opgenomen in het hertogdom Pommeren. Het eerste bekende lid van de Swantiboriden-tak van de Greifen, bekend als kastelein van Pommerse steden, was Wartislaw (II) Swantiboriz.

## Wartislaw I tot Bogislaw IV en Otto I
1. Wartislaw I († tussen 1134 en 1148)
  1. Bogusław I (* omstreeks 1130; † 1187) ∞ (I) Walburgis († 1177), dochter van Waldemar I van Denemarken ;
(II) Anastasia, dochter van Mieszko III van Polen en Eudoxia van Kiev
    1. (I) Ratibor (* 1160; † 1183) ∞ Salome, dochter van Mieszko III van Polen en Eudoxia van Kiev
    2. (I) Wartislaw II. (* 1160; † 1184) ∞ Sophia, dochter van Bolesław IV van Polen
    3. (II) Bogislaw II. (* um 1177; † 1220) ∞ Miroslawa (†1233), dochter van Mestwin I van Pomerelia en Swinislawa
      1. Woislawa († 1229)
      2. Barnim I (* ca. 1217/19; † 1278) ∞ (I) Marianne, dochter van Willem van Lüneburg en Helene van Denemarken
(II) Margaretha van Brunswijk
(III) Mathilde (Mechthild) († 1316), dochter van Otto III, markgraaf van Brandenburg en Beatrix van Böhmen
        1. (I) Anastasia (* 1245; † 1317) ∞ Hendrik I van Mecklenburg (1230-1302)
        2. (II) Bogislaw IV (* 1258; † 1309) → Pommeren-Wolgast (zie hieronder)
        3. (III) Barnim II (* ongeveer 1277; † 1295)
        4. (III) Otto I (* ongeveer 1279; † 1344) → Pommeren-Stettin (zie hieronder)
        5. (III) Miroslawa († 1328) ∞ Niklot I van Schwerin
        6. (III) Beatrix († 1300 of 1315) ∞ Hendrik II van Werle
        7. (? ) Dobroslawa ∞ Jaczo van Salzwedel

    4. (II) Casimir II (* ca. 1180, † 1219) ∞ Ingardis van Denemarken
      1. Wartislaw III (* ca. 1210; † 1264) ∞ Sophia
      2. Elisabeth († 1222)

    5. (II) Dobroslawa (* vóór 1187, † ca. 1226)

  2. Casimir I. (* na 1130; † 1180) ∞ Pritolawa
2. Ratibor I († 1156) → Ratiboriden
3. Swantibor → Swantiboriden

## Bogislaw IV tot Bogislaw X (Pommeren-Wolgast, -Barth en -Stolp)
1. Bogislaw IV (*1258; † 1309) ∞ (I) Mechthild († voor 1309), dochter van Johan I van Brandenburg en Jutta van Saksen
 (II) Margareta, (Dochter van Wizlaw II van Rügen en Agnes van Brandenburg
  1. (II) Euphemia van Pommeren (1289 – 1330) ∞ Christoffel II van Denemarken
  2. (II) Margareta (1287 – 1337) ∞ (I) Nikolaus van Rostock († 1314), (II) Jan van Steinau († 1365)
  3. (II) Wartislaw IV (* vóór 1290; † 1326) ∞ Elisabeth van Lindau-Ruppin (? )
    1. Bogislaw V -Stolp (* ca. 1318; † 1373/74)[5] ∞ (I) Elisabeth van Polen,[5] dochter van Casimir III van Polen en Anna van Litouwen
 (II) Adelheid van Brunswijk-Grubenhagen,[5] dochter van Ernst I van Brunswijk-Grubenhagen en Adelheid van Everstein
      1. (I) Casimir IV (* ca. 1351; † 1377/02/02)[5] ∞ (I) Johanna (Kenna) († 1368), dochter van Olgierd van Litouwen en Maria van Witebsk
 (II) Margareta († 1409), dochter van Ziemovit III van Mazovië en Eufemia van Toppau
      2. (I) Elisabeth van Pommeren (* 1347; † 1393/02/15)[5] ∞ Keizer Karel IV van het Heilige Roomse Rijk[5]
      3. (I) Dochter 2
      4. (II) Wartislaw VII (* 1363/64; † 1395)[5] ∞ Maria van Mecklenburg[5] dochter van Hendrik III van Mecklenburg
        1. Eric (Bogislaw) van Pommeren (* 1382; † 1459)[5] ∞ Philippa, dochter van Hendrik IV (Engeland).
        2. Catharina van Pommeren (* ca. 1390; † 4.3.1426)[5] ∞ Johan van Palts-Neumarkt
          1. Christoffel III van Denemarken

      5. (II) Bogislaw VIII (* ca. 1364; † 1418/02/11)[5] ∞ Sophie van Holstein
        1. Bogislaw IX (* 1407/10; † 1446/07/12)[5] ∞ Maria van Mazovië,[5] dochter van Siemowit IV van Mazovië en Alexandra van Litouwen
          1. Sophia (* ca. 1435; † 24.8.1497)[5] ∞ Eric II, hertog van Pommeren -Wolgast[5]
          2. Alexandra

      6. (II) Barnim V (* 1369; † 1402/04)[5]
      7. (II) Margaretha

    2. Barnim IV (* 1325; † 1365/08/22)[5] ∞ Sophie, dochter van Jan II van Werle
      1. Wartislaw VI (* ca. 1345; † 1394) ∞ Anna, dochter van John I, hertog van Mecklenburg-Stargard
        1. Barnim VI (* ca. 1365; † 1404) ∞ Veronica van Hohenzollern
          1. Wartislaw IX (* um 1400; † 1457) ∞ Sophia van Saksen-Lauenburg, dochter van Eric IV
            1. Erik II. (* ca. 1425; † 1474) ∞ Sophia († 1497), dochter Bogislaw IX van Pommeren-Stolp
              1. Bogislaw X (* 1454; † 1523)
              2. Casimir VII. (VI.) (* ca. 1455; † 1474)
              3. Wartislaw XI (na 1465 – 1475)
              4. Barnim († 1474)
              5. Elisabeth, Priorin in de abdij van Verchen († 1516)
              6. Sophia, (* 1460, † 1504) ∞ Magnus II van Mecklenburg
              7. Margarete († 1526), getrouwd met Balthasar van Mecklenburg
              8. Catharina van Pommeren-Wolgast (ca. 1465-1526), ∞ Hertog Hendrik I van Brunswijk-Wolfenbüttel (1463-1514), Prins van Wolfenbüttel
              9. Maria, Äbtissin van Wollin († 1512)

            2. Wartislaw X (* ca. 1435; † 1478) ∞ (I) Elisabeth († 1465), weduwe van Joachim van Pommern-Stettin, dochter van Johan van Brandenburg-Kulmbach
(II) Magdalena van Mecklenburg, weduwe van graaf Burkhard van Barby
              1. (I) Swantibor († 1464)
              2. (I) Ertmar († 1464)

            3. Elisabeth
            4. Christoph

          2. Barnim VII (* om 1390; † 1450)
          3. Elisabeth, Äbtissin van Kammin

        2. Wartislaw VIII ∞ Agnes van Saksen-Lauenburg, dochter van Erik IV van Saksen-Lauenburg
          1. Barnim VIII. (* ca. 1406, † 1451) ∞ Anna van Wunstorf
            1. Agnes (1434 – 1512) ∞ (I) 1449 Frederik van Altmark (de Vette)
 (II) 1478 George II van Anhalt

        3. Sophie ∞ Hendrik I van Brunswijk

      2. Bogislaw VI
      3. Elisabeth ∞ Magnus I van Mecklenburg

    3. Wartislaw V

  4. (II) Jutta (1290 – 1336), Äbtissin in de abdij van Krummin
  5. (II) Elisabeth (1291 – 1349) ∞ Erik I van Saksen

## Otto I tot Otto III (Pommeren-Stettin)
1. Otto I (* ca. 1279; † 1344) ∞ Elisabeth (*1281), dochter van Gerhard II, graaf van Holstein-Plön en Ingeborg van Zweden
  1. Barnim III (vóór 1300; † 1368/08/24)[5] ∞ Agnes (1318-1371), dochter van hertog Hendrik II van Brunswijk-Lunenburg (Grubenhagen)
    1. Otto
    2. Casimir III (* vóór 1348; † 1372)[5]
    3. Swantibor I (III) (* ca 1351; † 1413/06/21)[5] ∞ Anna van Hohenzollern, dochter van Albrecht van Neurenberg (de Mooie)
      1. Otto II (* ca. 1380; † 1428/03/27)[5] ∞ Agnes, dochter van John II, hertog van Mecklenburg-Stargard en Wilheida van Litouwen
      2. Casimir V (VI)[5] (* na 1380; † 1435/04/12)[5] ∞ (I) Catharina van Brunswijk-Lüneburg († 1429), dochter van Bernard I, hertog van Brunswijk-Lüneburg (Celle)
 (II) Elisabeth († 1451), dochter van Eric I, hertog van Brunswijk-Lüneburg (Grubenhagen)
        1. (I) Joachim de Oudere (* um 1424)
        2. (I) Anna († 1447) ∞ Jan V van Mecklenburg-Schwerin
        3. (I) Joachim de Jongere (* na 1424; † 1451)[5] ∞ Elisabeth (* 1425; † 1465), dochter van Johan van Brandenburg-Kulmbach en Barbara van Saksen-Wittenberg
          1. Otto III (* 1444/05/09; † 1464/09/10)[5]

      3. Albrecht
      4. Margaretha

    4. Bogislaw VII (* vóór 1355; † 1404)[5]

  2. Mechthild († 1331) ∞ Jan III van Werle († 1352)

## Bogislaw X tot Bogislaw XIV
1. Bogislaw X (* 1454; † 1523) ∞ Anna (1476 – 1503), dochter van Casimir IV van Polen
  1. Sophie van Pommeren (* 1498, † 1568) ∞ Frederik I van Denemarken
  2. George I (* 1493, † 1531) ∞ (I) Amalia (* 1490; † 1525), dochter van keurvorst Filips van de Palts en Margaretha van Beieren
 (II) Margaretha van Brandenburg, dochter van Joachim I van Brandenburg en Elisabeth van Denemarken.
    1. (I) Bogislaw (* 1514)
    2. (I) Filips I (* 1515; † 1560) ∞ Maria († 1583), dochter van Johan van Saksen
      1. Georg (vroeg gestorven)
      2. Erich (vroeg overleden)
      3. Johan Frederik (* 1542; † 1600)
      4. Bogislaw XIII (* 1544; † 1606) ∞ Clara, dochter van Frans van Brunswijk-Lüneburg
        1. Filips II (* 1573; † 1618) ∞ Sophia, dochter van Johan van Sleeswijk-Holstein-Sonderburg
        2. Franciscus (* 1577; † 1620) ∞ Sophia, dochter van Christiaan I van Saksen
        3. Bogislaw XIV (* 1580; † 1637) ∞ Elisabeth, dochter van Johan van Sleeswijk-Holstein-Sonderburg en Elisabeth van Brunswijk-Grubenhagen
        4. Ulrich (* 1589; † 1622) ∞ Hedwig van Brunswijk († 1650)
        5. Anna ∞ Ernest van Croy en Aerschot
          1. Ernest Bogislaw van Croy

      5. Ernest Lodewijk (* 1545, † 1592) ∞ Sophia Hedwig (1561 – 1631), dochter van Julius van Brunswijk-Wolfenbüttel
        1. Hedwig Maria
        2. Elisabeth Magdalena
        3. Filips Julius (* 1584, † 1625) ∞ Agnes, dochter van Johan Georg van Brandenburg.

      6. Barnim X (IX)
      7. Casimir VI (IX) (* 1557, † 1605)
      8. Amalia (ongehuwd overleden)
      9. Margaretha ∞ Hertog Frans II van Saksen-Lauenburg
      10. Anna ∞ Ulrich van Mecklenburg-Güstrow

    3. (I) Margaretha (1518 – 1569) ∞ Ernst III van Brunswijk-Grubenhagen
    4. (II) Georgia (* 1531; † 1574) ∞ Stanislaus Latalski graaf van Latochin

  3. Anna (* 1492, † 1550) ∞ George I van Brieg van Silezië-Liegnitz
  4. Barnim (* vóór 1501, † vóór 1501)
  5. Barnim IX (* 1501, † 1573)
  6. Elisabeth († vóór 1518)
  7. Otto (* vóór 1503, † vóór 1518)
  8. Casimir VIII (* 1494, † 1518)
  9. Christoffel; waarschijnlijk een onwettige zoon, zoals Junker Christopher, Tochof van Schwerin

## Takken

### Ratiboriden
Leden van de Ratiboriden-tak waren hoogstwaarschijnlijk afstammelingen van Ratibor I, een broer van Wartislaw I.
1. Ratibor I
  1. Bogislaw, ∞ (I) NN; (II) een dochter van Mieszko III van Polen[2]
    1. (I) Bogislaw (III), ∞ een andere dochter van Mieszko III van Polen[2]
    2. (II ? ) Ratibor II (halfbroer van Bogislaw III of neef)[2]

### Swantiboriden
De Swantiboriden waren verwant aan de Greifen, maar de link blijft onduidelijk. Waarschijnlijk stammen ze af van Swantibor, een Pommerse hertog wiens heerschappij door een opstand werd omvergeworpen en in 1105/06 naar Polen werd verdreven. Deze Swantibor zou een neef kunnen zijn van Swantopolk, een Pommerse hertog die tijdens een campagne van 1111/12 werd verslagen door Boleslaw III van Polen. Toch blijven deze aannames allemaal speculatief.
1. Wartislaw (II) Swantiboriz (↑ 1196), Slotvoogd van Stettin (Szczecin) ∞ onbekende vrouw
  1. Bartholomäus († 1219), Slotvoogd van Gützkow ∞ onbekende vrouw
    1. Wartislaw (* 1175/80, ↑ 1233), Slotvoogd van Stettin, Herr von Gützkow 1219 ∞ Dobroslawa, weduwe van Boleslaw van Polen Prins van Kujavia, dochter van Bogislaw I
      1. Bartholomeus (+ 1206/10, ↑ 1259/60)

  2. Wartislaw (↑ 1230/32), Slotvoogd van Stettin
  3. Koenraad (↑ 1233), kanunnik in de kathedraal van Kammin 1176/1186, proost 1186/1189 en 1208, bisschop van Kammin 1219
  4. Casimir (↑ 1219), Slotvoogd van Kolberg (Kołobrzeg) ∞ onbekende vrouw
    1. Swietoslawa / Swiatochna (↑ na 1217)
    2. Swantibor (* 1219, ↑ 1244) ∞ onbekende echtgenote
      1. Casimir (↑1277/1280), Slotvoogd van Kolberg ∞ Miroslawa, die in de tweede plaats trouwde met Johann Ramel, Slotvoogd van Kolberg en Pommerse raadgever 1265/1297.

    3. dochter 3 ∞ Czyrnek, Slotvoogd van Kolberg

## Koningen en Koninginnen van Greifen

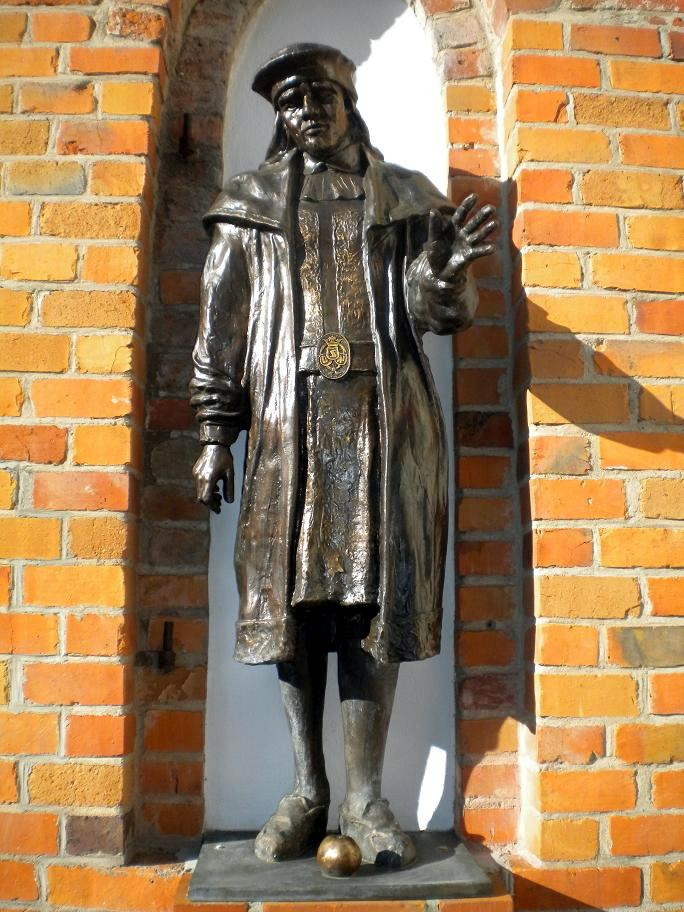
Standbeeld van koning Eric in het kasteel van Rügenwalde in Polen

1. Erik van Pommeren, zoon van Wartislaw VII, was koning van Noorwegen (1389–1442), gekozen tot koning van Denemarken (1396–1439) en van Zweden (1396–1439). Hij was de eerste koning van de Noordse Unie van Kalmar.
2. Euphemia van Pommeren, dochter van Bogislaw IV, trouwde met Christoffel II van Denemarken en werd koningin van Denemarken.
3. Elisabeth van Pommeren, dochter van Bogislaw V, was de vierde en laatste echtgenote van keizer Karel IV en koning van Bohemen. Haar dochter Anne van Bohemen, van Luxemburg en van Pommeren werd koningin van Engeland als echtgenote van koning Richard II van Engeland.
4. Sophia van Pommeren, dochter van Bogislaw X, trouwde met koning Frederik I van Denemarken en werd koningin van Denemarken en Noorwegen.